# Jazz-Nekrolog 2021

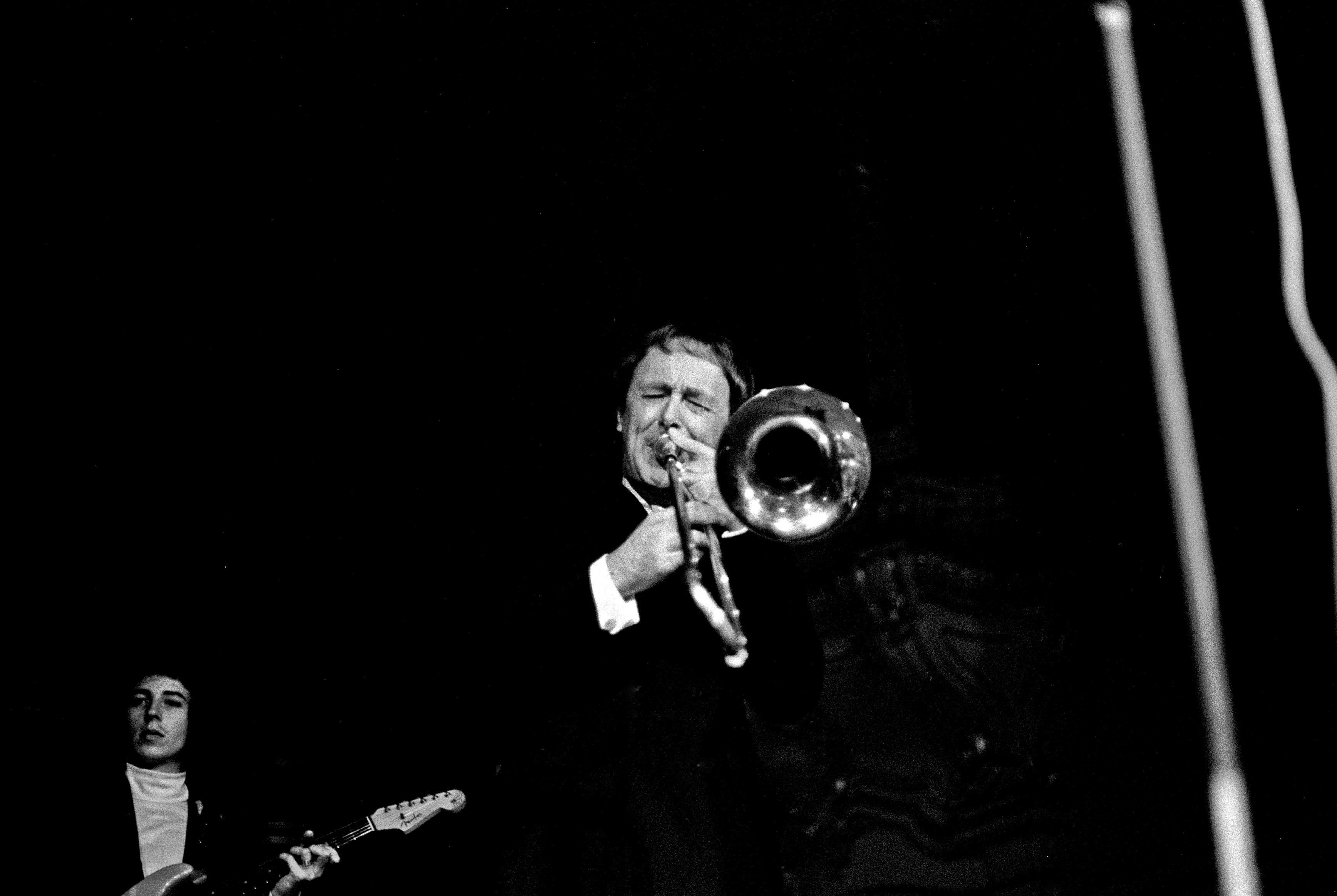
Chris Barber
17. April 1930 – 2. März 2021

Nekrolog
◄◄
| ◄
| 2017
| 2018
| 2019
| 2020
| 2021 | 2022 | 2023 | 2024 | 2025
Weitere Ereignisse | Allgemeiner Nekrolog 2021
Die Beschreibung der verstorbenen Person sollte so kurz wie möglich gehalten sein und nur deren signifikante Tätigkeit(en) enthalten.
Neue Namen ggf. auch unter dem Geburts- und Sterbedatum, also etwa unter 1. Januar und im Geburts- und Sterbejahr (2024) eintragen (nur bei entsprechender großer Wichtigkeit). Für Beispiele siehe die schon vorhandenen Artikel.
Außerdem über die fünf zuletzt Verstorbenen, zu denen es einen ausreichend guten Artikel für eine Präsentation auf der Hauptseite gibt, nach der todesbedingten Überarbeitung der Artikel ggf. auch unter Wikipedia Diskussion:Hauptseite informieren und sie am besten auch in den anderen Wikipedia-Sprachversionen eintragen. Tipp: Regelmäßig bei news.google.de nach „ist tot“, „gestorben“ oder „verstorben“ suchen.
Wenn eine Person gestorben ist, gibt es viele Seiten zu dieser Person in der Wikipedia, die davon auch betroffen sind und entsprechend aktualisiert werden müssen. Beispiele: Namenübersichtsseite, Geburtsjahr, Geburtsort-Seiten und viele mehr.
Wie finde ich die betroffenen Seiten?
Im Suchfeld auf der linken Seite gibt man den Suchbegriff so ein: „Vorname Nachname“. Dann klickt man auf Volltext und alle Seiten mit entsprechendem Suchtext werden aufgerufen. Hier sieht man dann schnell, wo auch das Todesjahr Sinn macht oder sogar ein Teil des Artikels angepasst werden muss. Auch hilft das „Werkzeug“ auf der linken Seite sehr gut, um solche Seiten aufzufinden: „Links auf diese Seite“. Somit ist die Wikipedia wieder aktuell in allen Bereichen! Hinweis: bei Eintragung der Kategorie „Gestorben JAHR“ wird der Missbrauchsfilter 49 ausgelöst, was jedoch nicht schlimm ist. Siehe: Spezial:Missbrauchsfilter/49

## Dezember
| Tag          | Name                                | Herkunft/Beruf                                                                          | Alter | Beleg |
| ------------ | ----------------------------------- | --------------------------------------------------------------------------------------- | ----- | ----- |
| 31. Dezember | Mike Spengler                       | US-amerikanischer Trompeter                                                             | 69    |       |
| 30. Dezember | Rohn Lawrence                       | US-amerikanischer Gitarrist                                                             |       |       |
| 29. Dezember | Segawa Masahisa                     | japanischer Musikkritiker                                                               | 97    |       |
| 29. Dezember | Patrick McNeese                     | US-amerikanischer Musiker, Filmemacher und Bildender Künstler                           | 68    |       |
| 28. Dezember | Hubert Powell                       | US-amerikanischer Keyboarder und Sänger                                                 | 72    |       |
| 27. Dezember | Sandra Jaffe                        | US-amerikanische Musikveranstalterin (Preservation Hall)                                | 83    |       |
| 27. Dezember | Lesław Lic                          | polnischer Klarinettist, Komponist und Buchautor                                        | 91    |       |
| 26. Dezember | Bob Hammer                          | US-amerikanischer Pianist und Arrangeur                                                 | 91    |       |
| 25. Dezember | Harry Colomby                       | US-amerikanischer Manager, Autor und Produzent                                          | 92    |       |
| 24. Dezember | J. D. Crowe                         | US-amerikanischer Bluegrass-Musiker                                                     | 84    |       |
| 24. Dezember | Oscar López Ruiz                    | argentinischer Gitarrist und Komponist                                                  | 83    |       |
| 20. Dezember | John Alaimo                         | US-amerikanischer Pianist                                                               | 81    |       |
| 20. Dezember | Luboš Andršt                        | tschechischer Gitarrist                                                                 | 73    |       |
| 20. Dezember | Fernando Merlino                    | brasilianischer Pianist und Produzent                                                   | 61    |       |
| 19. Dezember | Billy Conway                        | US-amerikanischer Schlagzeuger                                                          | 65    |       |
| 19. Dezember | Hakim Jami                          | US-amerikanischer Tubist und Bassist                                                    | ×80   |       |
| 18. Dezember | José Miguel Crego Castro „El Greco“ | kubanischer Trompeter                                                                   | 63    |       |
| 17. Dezember | Don Palmer                          | kanadischer Saxophonist und Flötist                                                     | 82    |       |
| 16. Dezember | Robert Scott Goldberg               | US-amerikanischer Gitarrist                                                             | 71    |       |
| 16. Dezember | Walter Lang                         | deutscher Pianist                                                                       | 60    |       |
| 14. Dezember | Leonard „Hub“ Hubbard               | US-amerikanischer Bassist                                                               | 62    |       |
| 14. Dezember | Karl Heinz Wahren                   | deutscher Komponist und Pianist                                                         | 88    |       |
| 13. Dezember | Joe Simon                           | US-amerikanischer Soul- und R&B-Sänger                                                  | 85    |       |
| 13. Dezember | Brian Jay Weber                     | US-amerikanischer Schlagzeuger                                                          | 64    |       |
| 9. Dezember  | Gus Mancuso                         | US-amerikanischer Hornist                                                               | 88    |       |
| 8. Dezember  | Barry Harris                        | US-amerikanischer Pianist                                                               | 91    |       |
| 8. Dezember  | John Heard                          | US-amerikanischer Bassist                                                               | 83    |       |
| 8. Dezember  | Denise Perrier                      | US-amerikanische Sängerin                                                               | 81    |       |
| 8. Dezember  | Robbie Shakespeare                  | jamaikanischer Bassist                                                                  | 68    |       |
| 7. Dezember  | Jack Riebel                         | US-amerikanischer Restaurant-Besitzer und Musikveranstalter                             |       |       |
| 7. Dezember  | Greg Tate                           | US-amerikanischer Musik- und Kulturkritiker, Schriftsteller, Musiker und Musikproduzent | 64    |       |
| 5. Dezember  | Bill Cottman                        | US-amerikanischer Fotograf, Lyriker und Rundfunkmoderator                               | 77    |       |
| 5. Dezember  | Herbert Uhlir                       | österreichischer Musikjournalist                                                        | 71    |       |
| 4. Dezember  | Pedro Gonçalves                     | portugiesischer Kontrabassist, Multiinstrumentalist und Musikproduzent                  | 51    |       |
| 2. Dezember  | Idang Rasjidi                       | indonesischer Pianist                                                                   | 63    |       |
| 1. Dezember  | Jean Demannez                       | belgischer Politiker und Musiker                                                        | 72    |       |
| 1. Dezember  | Alvin Lucier                        | US-amerikanischer Komponist und Klangkünstler                                           | 90    |       |
| 1. Dezember  | Leif Strand                         | schwedischer Orchesterleiter und Komponist                                              | 78    |       |

## November
| Tag          | Name                          | Herkunft/Beruf                                             | Alter | Beleg |
| ------------ | ----------------------------- | ---------------------------------------------------------- | ----- | ----- |
| 28. November | Miguel „Menique“ Barcasnegras | panamanischer Salsasänger und Songwriter                   | 87    |       |
| 29. November | Ayako Shirasaki               | japanische Pianistin                                       | 52    |       |
| 26. November | Teppo Hauta-aho               | finnischer Bassist                                         | 80    |       |
| 26. November | Makoto Hirahara               | japanischer Saxophonist                                    | 69    |       |
| 26. November | Renald Richard                | US-amerikanischer Trompeter                                | 96    |       |
| 26. November | Stephen Sondheim              | US-amerikanischer Musicalkomponist und -texter             | 91    |       |
| 23. November | Ben Elkins                    | US-amerikanischer Posaunist                                | 81    |       |
| 21. November | Yul Anderson                  | US-amerikanischer Pianist                                  | 63    |       |
| 21. November | Jef Sicard                    | französischer Holzbläser                                   | 77    |       |
| 20. November | Oscar Anderson                | US-amerikanischer Multiinstrumentalist                     | 95    |       |
| 20. November | Burgess Gardner               | US-amerikanischer Trompeter                                | 85    |       |
| 18. November | Slide Hampton                 | US-amerikanischer Posaunist                                | 89    |       |
| 18. November | Ack van Rooyen                | niederländischer Trompeter                                 | 91    |       |
| 18. November | Oswald Wiener                 | österreichischer Schriftsteller                            | 86    |       |
| 17. November | Dave Frishberg                | US-amerikanischer Pianist und Sänger                       | 88    |       |
| 17. November | Klaus Wüsthoff                | deutscher Komponist                                        | 99    |       |
| 16. November | George Devens                 | US-amerikanischer Vibraphonist und Perkussionist           | 90    |       |
| 16. Dezember | Joe Mileti                    | US-amerikanischer Saxophonist                              | 82    |       |
| 13. November | Don Heckman                   | US-amerikanischer Autor                                    | 90    |       |
| 13. November | Jim Kilburn                   | kanadischer Gitarrist                                      | 94    |       |
| 13. November | Jim Knapp                     | US-amerikanischer Trompeter, Arrangeur und Hochschullehrer | 82    |       |
| 13. November | Barney Rachabane              | südafrikanischer Saxophonist                               | 75    |       |
| 11. November | Klaus Schneider               | deutscher Musiker, Musikredakteur und Musikpädagoge        | 85    |       |
| 11. November | Joseph „Toot“ „Ronnie“ Smith  | US-amerikanischer Klarinettist                             | 87    |       |
| 11. November | Sepp Werkmeister              | deutscher Fotograf                                         | 90    |       |
| 10. November | John Goodsall                 | US-amerikanisch-britischer Rockgitarrist                   | 68    |       |
| 10. November | Spike Heatley                 | britischer Schlagzeuger                                    | 88    |       |
| 8. November  | Margo Guryan                  | US-amerikanische Songwriterin und Sängerin                 | 84    |       |
| 8. November  | Cecil Ramirez                 | US-amerikanischer Pianist und Filmkomponist                | 60    |       |
| 8. November  | Kozo Suganuma                 | japanischer Schlagzeuger                                   |       |       |
| 7. November  | Christian Gauffre             | französischer Journalist                                   | 70    |       |
| 6. November  | Hubert Degex                  | französischer Pianist                                      | 92    |       |
| 5. November  | Charles Brackeen              | US-amerikanischer Saxophonist                              | 81    |       |
| 5. November  | Jasper W. T. Fitzgerald       | US-amerikanischer Gospelsänger                             | 89    |       |
| 2. November  | Bob Danziger                  | US-amerikanischer Filmemacher, Erfinder, Autor und Bassist | 68    |       |
| 1. November  | Emmett Chapman                | US-amerikanischer Gitarrist und Instrumentenbauer          | 85    |       |
| 1. November  | Pat Martino                   | US-amerikanischer Gitarrist                                | 77    | -     |
| 1. November  | Mike Pointon                  | britischer Posaunist                                       | 80    |       |

## Oktober
| Tag         | Name                    | Herkunft/Beruf                                                      | Alter | Beleg |
| ----------- | ----------------------- | ------------------------------------------------------------------- | ----- | ----- |
| 31. Oktober | Michel Robidoux         | kanadischer Musiker, Arrangeur und Komponist                        | 78    |       |
| 31. Oktober | Dan Zeilinger           | US-amerikanischer Multiinstrumentalist                              |       |       |
| 30. Oktober | Norman „Spike“ McKendry | kanadischer Schlagzeuger                                            | 84    |       |
| 29. Oktober | Burrill L. Crohn        | US-amerikanischer Filmemacher                                       | 87    |       |
| 29. Oktober | Randy Ross              | US-amerikanischer Saxophonist und Theaterautor                      |       |       |
| 28. Oktober | Jorge Cumbo             | argentinischer Flötist                                              | 78    |       |
| 28. Oktober | Tony Falco              | US-amerikanischer Jazzclub-Besitzer (The Falcon)                    | 65    |       |
| 27. Oktober | Hill Jordan             | US-amerikanischer Posaunist                                         | 50    |       |
| 27. Oktober | Letieres Leite          | brasilianischer Komponist und Bandleader                            | 61    |       |
| 26. Oktober | Gay McIntyre            | britischer Saxophonist                                              | 88    |       |
| 25. Oktober | Ginny Mancini           | US-amerikanische Sängerin                                           | 97    |       |
| 24. Oktober | Willie Cobbs            | US-amerikanischer Bluesmusiker                                      | 89    |       |
| 24. Oktober | Sonny Osborne           | US-amerikanischer Bluegrass-Musiker                                 | 83    |       |
| 23. Oktober | Dominic Spera           | US-amerikanischer Trompeter                                         | 89    |       |
| 21. Oktober | Hartmut Geerken         | deutscher Musiker, Schriftsteller, Publizist und Filmemacher        | 82    |       |
| 20. Oktober | Durul Gence             | türkischer Schlagzeuger                                             | 81    |       |
| 19. Oktober | Al Reichenberger        | US-amerikanischer Jazzclub-Besitzer                                 | 80    |       |
| 19. Oktober | Leslie Bricusse         | britischer Komponist und Liedtexter                                 | 90    |       |
| 19. Oktober | Ben Bynum               | US-amerikanischer Schlagzeuger und Unternehmer                      | 98    |       |
| 19. Oktober | Paul Garein             | französischer Bigband-Leader                                        | 88    |       |
| 18. Oktober | Franco Cerri            | italienischer Gitarrist                                             | 95    |       |
| 16. Oktober | Alan Hawkshaw           | britischer Pianist, Keyboarder und Filmkomponist                    | 84    |       |
| 16. Oktober | Ron Tutt                | US-amerikanischer Schlagzeuger                                      | 83    |       |
| 15. Oktober | Willie Garnett          | britischer Saxophonist                                              | 85    |       |
| 15. Oktober | Regi Hargis             | US-amerikanischer Soul- und Funk-Musiker                            |       |       |
| 14. Oktober | Phil Leadbetter         | US-amerikanischer Bluegrass-Musiker                                 | 59    |       |
| 14. Oktober | Tom Morey               | US-amerikanischer Schlagzeuger, Ingenieur und Surfer                | 86    |       |
| 12. Oktober | René Langel             | Schweizer Journalist und Musikveranstalter (Montreux Jazz Festival) | 96    |       |
| 9. Oktober  | Garnett Brown           | US-amerikanischer Posaunist                                         | 85    |       |
| 9. Oktober  | Shawn McLemore          | US-amerikanischer Gospelsänger                                      | 54    |       |
| 9. Oktober  | Claude Mouton           | französischer Bassist                                               | 66    |       |
| 9. Oktober  | Dee Pop                 | US-amerikanischer Schlagzeuger                                      | 65    |       |
| 8. Oktober  | John Firmin             | US-amerikanischer Saxophonist                                       | 74    |       |
| 8. Oktober  | Jim Pembroke            | britischer Prog-Rock-Sänger                                         | 75    |       |
| 8. Oktober  | Bob Rudolph             | US-amerikanischer Posaunist                                         | 82    |       |
| 6. Oktober  | James Tatum             | US-amerikanischer Pianist                                           | 90    |       |
| 5. Oktober  | Lloyd McNeill           | US-amerikanischer Flötist und Bildender Künstler                    | 86    |       |
| 3. Oktober  | Jim Widner              | US-amerikanischer Bassist und Musikpädagoge                         | 75    |       |
| 2. Oktober  | Sebastião Tapajós       | brasilianischer Gitarrist                                           | 78    |       |
| 1. Oktober  | Robin Morton            | britischer Musiker und Produzent                                    | 81    |       |

## September
| Tag           | Name                           | Herkunft/Beruf                                                        | Alter | Beleg |
| ------------- | ------------------------------ | --------------------------------------------------------------------- | ----- | ----- |
| 30. September | Lennart Åberg                  | schwedischer Saxophonist und Flötist                                  | 79    |       |
| 29. September | Mike Renzi                     | US-amerikanischer Pianist und Komponist                               | 80    |       |
| 28. September | Nana Ampadu                    | ghanaischer Highlife-Musiker                                          | 76    |       |
| 28. September | Dr. Lonnie Smith               | US-amerikanischer Organist                                            | 79    |       |
| 28. September | Maciej Strzelczyk              | polnischer Geiger                                                     | 62    |       |
| 27. September | Cla Nett                       | Schweizer Blues-Gitarrist und Sänger                                  | 64    |       |
| 26. September | Pamela Espeland                | US-amerikanische Journalistin                                         | 70    |       |
| 25. September | York von Prittwitz und Gaffron | deutscher Musikveranstalter und Labelchef                             | 84    |       |
| 23. September | Pee Wee Ellis                  | US-amerikanischer Saxophonist, Komponist und Arrangeur                | 80    |       |
| 23. September | Tapani Renkonen                | finnischer Holzbläser                                                 | 82    | []    |
| 23. September | Roberto Roena                  | puerto-ricanischer Salsamusiker und Tänzer                            | 83    |       |
| 22. September | Gary Edwards                   | US-amerikanischer Tonstudio-Besitzer und Produzent                    | 79    |       |
| 22. September | Bob Moore                      | US-amerikanischer Bassist                                             | 88    |       |
| 21. September | Melvin Van Peebles             | US-amerikanischer Schauspieler, Regisseur, Schriftsteller und Musiker | 89    |       |
| 20. September | Colin Bailey                   | US-amerikanischer Schlagzeuger                                        | 87    |       |
| 20. September | Warner Williams                | US-amerikanischer Folk-Blues-Musiker                                  | 91    |       |
| 18. September | Carlton Ayles                  | US-amerikanischer Saxophonist                                         | 77    |       |
| 17. September | Dottie Dodgion                 | US-amerikanische Schlagzeugerin und Sängerin                          | 91    |       |
| 16. September | George Mraz                    | US-amerikanischer Bassist                                             | 77    |       |
| 15. September | Leonard „Doc“ Gibbs            | US-amerikanischer Perkussionist                                       | 72    |       |
| 15. September | Ken Salvo                      | US-amerikanischer Banjospieler                                        | 74    |       |
| 15. September | Anthony Wood                   | britischer Promoter und Verleger (The Wire)                           | 73    |       |
| 13. September | Jacques Chesnel                | französischer Produzent, Autor und Maler                              | 93    |       |
| 13. September | Melvin Dunlap                  | US-amerikanischer Funkmusiker, Songwriter und Produzent               | 76    |       |
| 13. September | Eliot Wadopian                 | US-amerikanischer Bassist                                             | 63    |       |
| 13. September | George Wein                    | US-amerikanischer Impresario und Pianist                              | 95    |       |
| 11. September | Ruth Cameron Haden             | US-amerikanische Sängerin                                             | 74    |       |
| 9. September  | Tino Contreras                 | mexikanischer Multiinstrumentalist und Komponist                      | 97    |       |
| 9. September  | David DePalma                  | US-amerikanischer Saxophonist                                         | 62    |       |
| 8. September  | Nisse Sandström                | schwedischer Saxophonist                                              | 79    |       |
| 7. September  | Ela Calvo                      | kubanische Sängerin                                                   | 89    |       |
| 7. September  | Phil Schaap                    | US-amerikanischer Hörfunkmoderator, Musikhistoriker und Produzent     | 70    |       |
| 6. September  | Richard Allen Daugherty        | US-amerikanischer Pianist                                             | 87    |       |
| 6. September  | Frédéric Jacquemin             | belgischer Schlagzeuger                                               | 56    |       |
| 6. September  | Bennie „Big Peter“ Pete        | US-amerikanischer Tubist und Sousaphonspieler                         | 42    |       |
| 5. September  | Ralph Irizarry                 | US-amerikanischer Perkussionist und Bandleader                        | 67    |       |
| 4. September  | Dean Minderman                 | US-amerikanischer Autor                                               |       |       |
| 3. September  | Alemayehu Estete               | äthiopischer Sänger                                                   | 80    |       |
| 3. September  | Ruth Olay                      | US-amerikanische Sängerin                                             | 97    |       |
| 2. September  | Baron Browne                   | US-amerikanischer Fusion-Bassist                                      | 66    |       |
| 1. September  | Adalberto Álvarez              | kubanischer Pianist, Arrangeur und Bandleiter                         | 72    |       |
| 1. September  | Carol Fran                     | US-amerikanische Soul-Blues-Sängerin                                  | 87    |       |

## August
| Tag        | Name                           | Herkunft/Beruf                                                     | Alter | Beleg |
| ---------- | ------------------------------ | ------------------------------------------------------------------ | ----- | ----- |
| 30. August | Lee Williams                   | US-amerikanischer Gospelsänger                                     | 75    |       |
| 29. August | Barthélémy Attisso             | togoischer Gitarrist                                               | 76    |       |
| 29. August | Jemeel Moondoc                 | US-amerikanischer Saxophonist                                      | 75    |       |
| 29. August | Lee „Scratch“ Perry            | jamaikanischer Musikproduzent und Musiker                          | 85    |       |
| 28. August | Francesc Burrull               | spanischer Musiker, Komponist und Arrangeur                        | 86    |       |
| 28. August | George McGowan                 | britischer Schlagzeuger                                            | 85    |       |
| 28. August | Victor Uwaifo                  | nigerianischer Musiker                                             | 80    |       |
| 26. August | Kenny Malone                   | US-amerikanischer Schlagzeuger                                     | 83    |       |
| 26. August | Barbara Moore                  | britische Sängerin und Arrangeurin                                 | 89    |       |
| 25. August | Subhankar Banerjee             | indischer Tabla-Spieler                                            | 55    |       |
| 24. August | Ernest Rip Patton              | US-amerikanischer Bürgerrechtler und Schlagzeuger                  |       |       |
| 24. August | John Sheridan                  | US-amerikanischer Pianist und Arrangeur                            | 75    |       |
| 24. August | Charlie Watts                  | britischer Schlagzeuger                                            | 80    |       |
| 22. August | Isaac Mkukupa                  | malawischer Musiker                                                |       |       |
| 22. August | Graeme Osborne                 | australischer Schallplattenhändler                                 | 77    |       |
| 21. August | Ebraima „Tatadinding“ Jobarteh | gambischer Musiker                                                 | 56    |       |
| 20. August | Jacky Bernard                  | französischer Pianist und Komponist                                | 69    |       |
| 20. August | Larry Harlow                   | US-amerikanischer Pianist und Musikproduzent                       | 82    |       |
| 20. August | Peter Ind                      | britischer Bassist, Musikproduzent und bildender Künstler          | 93    |       |
| 18. August | Howard „KingFish“ Franklin     | US-amerikanischer Schlagzeuger                                     | 51    |       |
| 16. August | Thurston Briscoe               | US-amerikanischer Rundfunk-Produzent und Programmdirektor von WBGO | 74    |       |
| 16. August | Brian Buchanan                 | kanadischer Pianist                                                | 59    |       |
| 13. August | Michael Evans                  | US-amerikanischer Schlagzeuger und Thereminspieler                 | 63    |       |
| 13. August | Duarte Mendonça                | portugiesischer Musikproduzent und Promoter                        | 90    |       |
| 12. August | Ronnell Bright                 | US-amerikanischer Pianist                                          | 91    |       |
| 12. August | Ulrich Kurth                   | deutscher Journalist, Produzent und Jazzforscher                   | 67    |       |
| 12. August | Hugh Wyatt                     | US-amerikanischer Musikjournalist                                  | 78    |       |
| 11. August | Mike Finnigan                  | US-amerikanischer Keyboarder und Sänger                            | 76    |       |
| 11. August | Mac Rae                        | britischer Schlagzeuger                                            | 82    |       |
| 9. August  | Daniel Benoît                  | französischer Gitarrist                                            | 69    |       |
| 7. August  | Erez Bar-Noy                   | israelischer Saxophonist und Musiklehrer                           | 55    |       |
| 7. August  | Dennis Thomas                  | US-amerikanischer Soul- und Funk-Musiker                           | 70    |       |
| 6. August  | Friedrich Körner               | österreichischer Trompeter und Jazzforscher                        | 89    |       |
| 4. August  | David Lee                      | US-amerikanischer Schlagzeuger                                     | 80    |       |
| 4. August  | Pierre Sprey                   | US-amerikanischer Luft- und Raumfahrt-Ingenieur und Musikproduzent | 83    |       |
| 3. August  | José Ramos Tinhorão            | brasilianischer Musikkritiker und Journalist                       | 93    |       |
| 3. August  | Bob Ringwald                   | US-amerikanischer Pianist und Sänger                               | 80    |       |
| 1. August  | Colin Bowden                   | britischer Schlagzeuger                                            | 89    |       |

## Juli
| Tag      | Name                         | Herkunft/Beruf                                                       | Alter | Beleg |
| -------- | ---------------------------- | -------------------------------------------------------------------- | ----- | ----- |
| 31. Juli | Charles Connor               | US-amerikanischer R&B-Musiker                                        | 86    |       |
| 31. Juli | Rainer Lewalter              | deutscher Bassist, Komponist und Autor                               | 57    |       |
| 31. Juli | Jerzy Matuszkiewicz          | polnischer Musiker und Komponist                                     | 93    |       |
| 30. Juli | Jacob Desvarieux             | französischer Musiker                                                | 65    |       |
| 29. Juli | Don Marquis                  | US-amerikanischer Autor und Kurator des New Orleans Jazz Museum      | 88    |       |
| 29. Juli | Joey Morant                  | US-amerikanischer Trompeter und Hornist                              | 82    |       |
| 28. Juli | Johnny Ventura               | dominikanischer Merenguesänger                                       | 81    |       |
| 27. Juli | Abbi Hübner                  | deutscher Trompeter                                                  | 88    |       |
| 27. Juli | Vic Pitt                     | britischer Bassist                                                   | 79    |       |
| 27. Juli | Willie Winfield              | US-amerikanischer Doo-Wop-Sänger                                     | 92    |       |
| 26. Juli | Leif Domnérus                | schwedischer Musikjournalist                                         | 75    |       |
| 25. Juli | Claude Etienne               | französischer Saxophonist                                            | 89    |       |
| 25. Juli | John Hutchinson              | britischer Gitarrist                                                 |       |       |
| 24. Juli | Jimmy Ellis                  | US-amerikanischer Saxophonist                                        | 90/91 |       |
| 23. Juli | J. A. Deane                  | US-amerikanischer Posaunist und Live-Elektroniker                    | 71    |       |
| 23. Juli | Patricia Kennealy-Morrison   | US-amerikanische Musikjournalistin                                   | 75    |       |
| 22. Juli | Peter Rehberg                | britisch-österreichischer Musiker und Labelbetreiber                 | 53    |       |
| 24. Juli | Clarence McDonald            | US-amerikanischer Pianist, Komponist und Arrangeur                   | 75    |       |
| 21. Juli | Andre Petersen               | südafrikanischer Pianist                                             | 43    |       |
| 20. Juli | Jerry Granelli               | amerikanisch-kanadischer Schlagzeuger                                | 80    |       |
| 20. Juli | Chuck E. Weiss               | US-amerikanischer Songwriter und Musiker                             | 76    |       |
| 19. Juli | Frank Gant                   | US-amerikanischer Schlagzeuger                                       | 90    |       |
| 18. Juli | Jo Aichinger                 | österreichischer Musikkurator und Festivalveranstalter               | 66    |       |
| 18. Juli | Klaus Göbel                  | deutscher Organist und Pianist                                       | 79    |       |
| 18. Juli | Judi Singh-Hughes            | kanadische Sängerin                                                  | 76    |       |
| 17. Juli | Michael Stamm                | US-amerikanischer Schlagzeuger und Richter                           | 73    |       |
| 16. Juli | Jack Fine                    | US-amerikanischer Kornettist                                         | 92    |       |
| 15. Juli | Tsepo Tshola                 | lesothischer Sänger und Songwriter                                   | ≈68   |       |
| 11. Juli | Juni Booth                   | US-amerikanischer Bassist                                            | 73    |       |
| 11. Juli | Guus van Waveren             | niederländischer Fernsehregisseur und Drehbuchautor                  | 88    |       |
| 10. Juli | Byron Berline                | US-amerikanischer Bluegrass-Musiker                                  | 77    |       |
| 8. Juli  | Tracy A. Love                | US-amerikanischer Pianist                                            | 86    |       |
| 8. Juli  | Dale Triguero                | US-amerikanischer Clubbetreiber und Kurator                          | 68    |       |
| 7. Juli  | Michael Horovitz             | britischer Dichter, Performance-Künstler, Herausgeber und Übersetzer | 86    |       |
| 7. Juli  | Sam Reed                     | US-amerikanischer Jazz- und & R&B-Saxophonist                        | 85    |       |
| 6. Juli  | Djivan Gasparyan             | armenischer Dudukspieler                                             | 92    |       |
| 5. Juli  | Richard Merlo                | US-amerikanischer Trompeter                                          | 79    |       |
| 5. Juli  | Beben „Jazz“ Supendi Mulyana | indonesischer Gitarrist, Trompeter und Sänger                        | 54    |       |
| 4. Juli  | Rick Laird                   | neuseeländischer Bassist                                             | 80    |       |
| 3. Juli  | Everette DeVan               | US-amerikanischer Organist und Pianist                               | 71    |       |
| 3. Juli  | Antti Hytti                  | finnischer Bassist                                                   | 68    |       |
| 2. Juli  | Elliot Lawrence              | US-amerikanischer Komponist und Pianist                              | 96    |       |
| 2. Juli  | Benny Mustafa                | indonesischer Schlagzeuger                                           | 81    |       |
| 2. Juli  | Bill Ramsey                  | US-amerikanisch-deutscher Sänger                                     | 90    |       |
| 1. Juli  | Louis Andriessen             | niederländischer Komponist                                           | 82    |       |
| 1. Juli  | Steve Kekana                 | südafrikanischer Sänger und Songwriter                               | 62    |       |

## Juni
| Tag      | Name               | Herkunft/Beruf                                              | Alter      | Beleg |
| -------- | ------------------ | ----------------------------------------------------------- | ---------- | ----- |
| 29. Juni | Bob Sands          | US-amerikanischer Saxophonist und Dozent                    | 55         |       |
| 28. Juni | Burton Greene      | US-amerikanischer Pianist                                   | 84         |       |
| 26. Juni | Jon Hassell        | US-amerikanischer Trompeter und Komponist                   | 84         |       |
| 26. Juni | Frederic Rzewski   | US-amerikanischer Komponist und Pianist                     | 83         |       |
| 26. Juni | Hidefumi Toki      | japanischer Saxophonist                                     | 71         |       |
| 24. Juni | Vladana Marković   | serbische Sängerin                                          | 55         |       |
| 24. Juni | Carlos Melero      | argentinischer Tontechniker                                 | 87         |       |
| 24. Juni | Jack Warner        | US-amerikanischer Schlagzeuger                              | 78         |       |
| 23. Juni | Wojciech Karolak   | polnischer Pianist und Organist                             | 82         |       |
| 23, Juni | Ellen Mcilwaine    | US-amerikanische Singer-Songwriterin und Slide-Gitarristin  | 76         |       |
| 23. Juni | Peter Zinovieff    | britischer Komponist                                        | 88         |       |
| 21. Juni | Sheila Cooper      | kanadische Sängerin und Saxophonistin                       | 60         |       |
| 21. Juni | Nobuo Hara         | japanischer Saxophonist                                     | 94         |       |
| 21. Juni | Mamady Keïta       | guineischer Trommler                                        | 70         |       |
| 20. Juni | Christian Scheuber | deutscher Schlagzeuger                                      | 60         |       |
| 18. Juni | Al Doane           | US-amerikanischer Bassist                                   | 82         |       |
| 18. Juni | Pat Giraud         | französischer Pianist                                       | 72         |       |
| 15. Juni | Timo Vähäsilta     | finnischer Musik-Promoter und -Manager                      | 66         |       |
| 15. Juni | Gábor Winand       | ungarischer Sänger und Multiinstrumentalist                 | 56         |       |
| 13. Juni | Raul de Souza      | brasilianischer Posaunist                                   | 86         |       |
| 12. Juni | Alex Scorier       | belgischer Saxophonist und Flötist                          | 90         |       |
| 11. Juni | Linda Smith        | US-amerikanische Musikveranstalterin                        | 72         |       |
| 10. Juni | Dean Parrish       | US-amerikanischer Northern-Soul-Sänger                      | 79         |       |
| 10. Juni | Al Stanwyck        | kanadischer Trompeter                                       | 81         |       |
| 7. Juni  | Judy Bell          | US-amerikanische Publizistin und Impresario                 |            |       |
| 5. Juni  | François Grillot   | französischer Bassist                                       | 65 oder 66 |       |
| 4. Juni  | Lulama Gawulana    | zimbabwischer Gitarrist und Bassist                         | 59         |       |
| 4. Juni  | Manfred Miller     | deutscher Musikjournalist und -produzent                    | 78         |       |
| 3. Juni  | Mabi Thobejane     | südafrikanischer Schlagzeuger                               | 74         |       |
| 3. Juni  | Anthony Weller     | US-amerikanischer Gitarrist                                 | 63         |       |
| 1. Juni  | Robert Rutman      | deutsch-amerikanischer Bildender Künstler und Klangkünstler | 90         |       |

## Mai
| Tag     | Name                            | Herkunft/Beruf                                                       | Alter | Beleg |
| ------- | ------------------------------- | -------------------------------------------------------------------- | ----- | ----- |
| 31. Mai | Peter Hollinger                 | deutscher Schlagzeuger und Klangkünstler                             | 66    |       |
| 31. Mai | Wally Kane                      | US-amerikanischer Holzbläser                                         | 87    |       |
| 29. Mai | Marion Petric                   | österreichische Sängerin und Kabarettistin                           | 54    |       |
| 29. Mai | Johnny Trudell                  | US-amerikanischer Trompeter und Bandleader                           | 82    |       |
| 28. Mai | Augie Ray                       | US-amerikanischer Musikveranstalter                                  | 82    |       |
| 26. Mai | Felix „Phil“ DiRe               | US-amerikanischer Saxophonist                                        | 80    |       |
| 25. Mai | Jean-René Palacio               | französischer Musikveranstalter                                      | 67    |       |
| 23. Mai | James Harman                    | US-amerikanischer Bluesmusiker                                       | 74    |       |
| 21. Mai | Sam Marabella                   | US-amerikanischer Bandleader                                         | 95    |       |
| 20. Mai | Roger Hawkins                   | US-amerikanischer Schlagzeuger                                       | 75    |       |
| 18. Mai | Jeff Chambers                   | US-amerikanischer Bassist                                            | 66    |       |
| 18. Mai | Tom Finlay                      | britischer Pianist                                                   | 82    |       |
| 17. Mai | Michael Bruun                   | dänischer Gitarrist                                                  | 70    |       |
| 17. Mai | Kathryn Moses                   | US-amerikanische Holzbläserin und Sängerin                           | 77    |       |
| 16. Mai | Frank Wright                    | kanadischer Vibraphonist                                             | 92    |       |
| 15. Mai | Alexei Nikolajewitsch Bataschew | russischer Musikkritiker und -historiker                             | 86    |       |
| 15. Mai | Mario Pavone                    | US-amerikanischer Bassist                                            | 80    |       |
| 14. Mai | Hans Kennel                     | Schweizer Trompeter und Alphornspieler                               | 82    |       |
| 13. Mai | Alain Antonietto                | französischer Musikwissenschaftler                                   | 82    |       |
| 13. Mai | Achim Pils                      | deutscher Pianist                                                    | 77    |       |
| 13. Mai | Norman Simmons                  | US-amerikanischer Pianist                                            | 91    |       |
| 12. Mai | Bob Koester                     | US-amerikanischer Musikproduzent                                     | 88    |       |
| 8. Mai  | Curtis Fuller                   | US-amerikanischer Posaunist                                          | 86    |       |
| 8. Mai  | Scott Laningham                 | US-amerikanischer Schlagzeuger                                       | ≈60   |       |
| 6. Mai  | Arthur Pomposello               | US-amerikanischer Musikveranstalter                                  | 85    |       |
| 6. Mai  | Bob Ransom                      | US-amerikanischer Trompeter                                          | 88    |       |
| 6. Mai  | Pervis Staples                  | US-amerikanischer R&B- und Soul-Sänger                               | 85    |       |
| 4. Mai  | Fredy Bühler                    | Schweizer Schlagzeuger und Trompeter                                 | 83    |       |
| 3. Mai  | Lloyd Price                     | US-amerikanischer Rock-’n’-Roll- und Rhythm-and-Blues-Sänger         | 88    |       |
| 2. Mai  | Don Gold                        | US-amerikanischer Musikjournalist, Publizist und Hochschullehrer     | 90    |       |
| 2. Mai  | Julius „Julie“ Rubin            | US-amerikanischer Posaunist                                          | 92    |       |
| 1. Mai  | Bobby Morris                    | US-amerikanischer Schlagzeuger                                       | 93    |       |
| 1. Mai  | W. Royal Stokes                 | US-amerikanischer Philologe, Althistoriker, Rundfunkmoderator, Autor | 90    |       |

## April
| Tag        | Name                    | Herkunft/Beruf                                                    | Alter | Beleg |
| ---------- | ----------------------- | ----------------------------------------------------------------- | ----- | ----- |
| 30. April  | Amha Eshèté             | äthiopischer Musikproduzent                                       | 78    |       |
| 30. April  | John Dee Holeman        | US-amerikanischer Piedmont-Blues-Gitarrist, Sänger und Songwriter | 92    |       |
| 30. April  | Tony Markellis          | US-amerikanischer Bassist und Musikproduzent                      |       |       |
| 29. April  | Sunao Wada              | japanischer Gitarrist                                             | 87    |       |
| 27. April  | Eulis Cathey            | US-amerikanischer Rundfunkmoderator und Promoter                  | 67    |       |
| 27. April  | Sammy Kasule            | ugandischer Musiker                                               | 69    |       |
| 26. April  | Hirotaka Izumi          | japanischer Pianist                                               | 62    |       |
| 26. April  | Hans Maibach            | deutscher Saxophonist                                             | 87    |       |
| 26. April  | Al Schmitt              | US-amerikanischer Tonmeister und Musikproduzent                   | 91    |       |
| 25. April  | Denny Freeman           | US-amerikanischer Bluesmusiker                                    | 76    |       |
| 25. April  | Derek Julien            | indischer Gitarrist                                               | 70    |       |
| 24. April  | Reinette van Zijtveld   | niederländische Sängerin                                          | 59    |       |
| 20. April  | „Horace“ Louis Grivot   | französischer Fotograf                                            | 80    |       |
| 20. April  | Bill Kinghorn           | britischer Pianist                                                | 86    |       |
| 20. April  | Joe Long                | US-amerikanischer Soul-Bassist und Sänger                         | 79    |       |
| 18. April  | Manassés Aragão         | brasilianischer Trompeter                                         |       |       |
| 18. April  | Paul Oscher             | US-amerikanischer Bluesmusiker und Songwriter                     | 71    |       |
| 17. April  | Klaus Mümpfer           | deutscher Fotograf, Journalist und Jazzkritiker                   | 78    |       |
| 17. April  | Al Young                | US-amerikanischer Lyriker, Autor und Hochschullehrer              | 81    |       |
| 14. April  | Alexander Katz          | deutscher Posaunist und Bandleader                                | 71    |       |
| 14. April  | Stéphane Rivero         | französischer Bassist                                             | 50    |       |
| 14. April  | Amedeo Tommasi          | italienischer Pianist und Komponist                               | 85    |       |
| 12. April  | William A. Brower       | US-amerikanischer Autor, Produzent und Musikmanager               | 72    |       |
| 10. April  | Bob Porter              | US-amerikanischer Produzent                                       | 80    |       |
| 10. April  | Bosse Skoglund          | schwedischer Schlagzeuger                                         | 85    |       |
| 8. April   | Isla Eckinger           | Schweizer Bassist                                                 | 81    |       |
| 7. April   | Willie Schofield        | US-amerikanischer Doo-Wop-Sänger und Songwriter (The Falcons)     | 81    |       |
| 7. April   | Matthias Spindler       | deutscher Kritiker                                                | 67    |       |
| 6. April   | Keith Johnson           | US-amerikanischer Trompeter                                       | 80    |       |
| 6. April   | Sheila Khumalo          | südafrikanische Sängerin und Schauspielerin                       | 71    |       |
| 6. April ? | Friday Mbirimi          | zimbabwischer Musiker                                             |       |       |
| 6. April   | Sonny Simmons           | US-amerikanischer Saxophonist                                     | 87    |       |
| 4. April   | Erik Nilsson            | schwedischer Saxophonist                                          | 85    |       |
| 3. April   | Victor Paz              | panamaischer Trompeter                                            | 88    |       |
| 2. April   | Sérgio Brandão          | brasilianischer Bassist                                           | 65    |       |
| 2. April   | Morris „B.B.“ Dickerson | US-amerikanischer Soul- und Funk-Musiker                          | 71    |       |
| 2. April   | Gary Schunk             | US-amerikanischer Pianist und Keyboarder                          | 67    |       |
| 1. April   | Oscar Kraal             | niederländischer Schlagzeuger                                     | 50    |       |

## März
| Tag      | Name                    | Herkunft/Beruf                                                        | Alter | Beleg |
| -------- | ----------------------- | --------------------------------------------------------------------- | ----- | ----- |
| 28. März | Olgierd Buczek          | polnischer Sänger                                                     | 89    |       |
| 28. März | Malcolm Cecil           | britisch-amerikanischer Bassist, Synthesizer-Entwickler und Produzent | 84    |       |
| 28. März | Ingmar Glanzelius       | schwedischer Saxophonist und Musikkritiker                            | 93    |       |
| 28. März | Frank Tirro             | US-amerikanischer Musikhistoriker                                     | 85    |       |
| 28. März | Akira Wada              | japanischer Gitarrist (Prism)                                         | 64    |       |
| 27. März | Tom Wouters             | belgischer Vibraphonist und Klarinettist                              | 49    |       |
| 23. März | Roland Grünberg         | französischer Künstler und Festivalbegründer (Nancy Jazz Pulsations)  | 88    |       |
| 21. März | Jack Bradley            | US-amerikanischer Fotograf                                            | 87    |       |
| 21. März | Frank O’Brien           | US-amerikanischer Pianist                                             | 78    |       |
| 20. März | Buddy Deppenschmidt     | US-amerikanischer Schlagzeuger                                        | 85    |       |
| 19. März | Cristián Cuturrufo      | chilenischer Trompeter                                                | 48    |       |
| 19. März | Margie Evans            | US-amerikanische Blues-Sängerin                                       | 81    |       |
| 18. März | Paul Jackson            | US-amerikanischer Fusion-Bassist                                      | 73    |       |
| 18. März | Aaron Martin Jr.        | US-amerikanischer Saxophonist                                         |       |       |
| 17. März | Antonín Bílý            | tschechischer Pianist                                                 | 81    |       |
| 17. März | Freddie Redd            | US-amerikanischer Pianist                                             | 92    |       |
| 16. März | Jimmie Morales          | puerto-ricanischer Perkussionist                                      | 63    |       |
| 14. März | Thione Seck             | senegalesischer Sänger und Musiker                                    | 66    |       |
| 12. März | P. Thomas Tallarico     | US-amerikanischer Saxophonist und Hochschullehrer                     | 84    |       |
| 10. März | János Gonda             | ungarischer Pianist                                                   | 89    |       |
| 10. März | George Ōtsuka           | japanischer Schlagzeuger                                              | 83    |       |
| 9. März  | Len Skeat               | britischer Bassist                                                    | 84    |       |
| 9. März  | Shūichi Murakami        | japanischer Schlagzeuger                                              | 70    |       |
| 9. März  | Jo Thompson             | US-amerikanische Sängerin                                             | 92    |       |
| 8. März  | James Mac Gaw           | schottischer Fusionmusiker                                            | 52    |       |
| 8. März  | Mark Whitecage          | US-amerikanischer Saxophonist und Klarinettist                        | 83    |       |
| 8. März  | Julien-François Zbinden | Schweizer Komponist und Pianist                                       | 103   |       |
| 7. März  | Josky Kiambukuta        | kongolesischer Musiker                                                | 72    |       |
| 4. März  | Jean Darke              | britische Sängerin                                                    | 88    |       |
| 3. März  | Duffy Jackson           | US-amerikanischer Schlagzeuger                                        | 67    |       |
| 2. März  | Chris Barber            | britischer Posaunist und Bassist                                      | 90    |       |
| 1. März  | Ralph Peterson          | US-amerikanischer Schlagzeuger, Kornettist und Trompeter              | 58    |       |

## Februar
| Tag         | Name                         | Herkunft/Beruf                                                         | Alter | Beleg |
| ----------- | ---------------------------- | ---------------------------------------------------------------------- | ----- | ----- |
| 27. Februar | Christian Brewer             | britischer Saxophonist                                                 | ≈55   |       |
| 25. Februar | Deems Tsutakawa              | US-amerikanischer Pianist                                              | 69    |       |
| 24. Februar | Stefan von Dobrzynski        | deutscher Saxophonist                                                  | 92    |       |
| 22. Februar | Sal Spicola                  | US-amerikanischer Saxophonist                                          | 71    |       |
| 21. Februar | Didi Pattirane               | indonesischer Multiinstrumentalist                                     | 90    |       |
| 20. Februar | Claude Carrière              | französischer Journalist und Produzent                                 | 82    |       |
| 20. Februar | Gene Taylor                  | US-amerikanischer Blues- und Boogie-Woogie-Pianist                     | 68    |       |
| 19. Februar | James Burke                  | US-amerikanischer R&B- und Soul-Sänger                                 | 70    |       |
| 17. Februar | Douglas Carroll Grigsby III. | US-amerikanischer Bassist                                              | 57    |       |
| 17. Februar | Bruce Hawes                  | US-amerikanischer R&B-Keyboarder und Songwriter                        | 67    |       |
| 17. Februar | Gerd Wolff                   | deutscher Trompeter                                                    | 87    |       |
| 16. Februar | Eric Swanson                 | US-amerikanischer Western-Swing-Gitarrist                              | 57    |       |
| 15. Februar | Johnny Pacheco               | dominikanisch-US-amerikanischer Flötist, Bandleader und Musikproduzent | 85    |       |
| 12. Februar | Milford Graves               | US-amerikanischer Schlagzeuger                                         | 79    |       |
| 10. Februar | Denny Christianson           | US-amerikanischer Trompeter und Arrangeur                              | 78    |       |
| 10. Februar | Steve Main                   | britischer Saxophonist                                                 | 48    |       |
| 10. Februar | Jon Mark                     | britischer Musiker                                                     | 77    |       |
| 9. Februar  | Chick Corea                  | US-amerikanischer Pianist und Keyboarder                               | 79    |       |
| 8. Februar  | Pauly Cohen                  | US-amerikanischer Trompeter                                            | 98    |       |
| 8. Februar  | Mary Wilson                  | US-amerikanische Soulsängerin                                          | 76    |       |
| 7. Februar  | Rosalind Cron                | US-amerikanische Saxophonistin                                         | 95    |       |
| 7. Februar  | James Stinnett               | US-amerikanischer Bassist                                              |       |       |
| 6. Februar  | Jimmy Sapienza               | US-amerikanischer Sänger                                               | 71    |       |
| 5. Februar  | Uli Rennert                  | österreichischer Pianist und Hochschullehrer                           | 60    |       |
| 3. Februar  | Otto Andrae                  | Schweizer Trompeter- und Posaunist                                     | 79    |       |
| 3. Februar  | Billy Gorlt                  | deutscher Klarinettist                                                 | 93    |       |
| 3. Februar  | Philippe Micol               | Schweizer Improvisationsmusiker                                        | 65    |       |
| 2. Februar  | Christian Broecking          | deutscher Musikwissenschaftler, Soziologe und Musikkritiker            | 63    |       |

## Januar
| Tag        | Name                  | Herkunft/Beruf                                          | Alter | Beleg |
| ---------- | --------------------- | ------------------------------------------------------- | ----- | ----- |
| 31. Januar | Wambali Mkandawire    | malawischer Sänger und Politaktivist                    | 68    |       |
| 30. Januar | Art Daniels           | US-amerikanischer Saxophonist                           | 92    |       |
| 30. Januar | Michel Le Bris        | französischer Journalist und Literaturwissenschaftler   | 76    |       |
| 30. Januar | Mirka Křivánková      | tschechische Sängerin                                   | 67    |       |
| 30. Januar | Martez Rucker         | US-amerikanischer Pianist und Sänger                    | 37    |       |
| 29. Januar | Grady Gaines          | US-amerikanischer Blues- und R&B-Musiker                | 76    |       |
| 29. Januar | Jeremy Lubbock        | britischer Pianist, Songwriter, Arrangeur und Produzent | 89    |       |
| 28. Januar | Sibongile Khumalo     | südafrikanische Sängerin                                | 63    |       |
| 27. Januar | Frank Toms            | britischer Pianist                                      | 83    |       |
| 25. Januar | Nils Jansen           | norwegischer Saxophonist und Klarinettist               | 61    |       |
| 25. Januar | Roger Mennillo        | französischer Pianist                                   | 95    |       |
| 25. Januar | Courtney Isaiah Smith | US-amerikanischer Pianist                               | ≈37   |       |
| 24. Januar | Mladen Baraković Lima | kroatischer Bassist                                     | 70    |       |
| 24. Januar | Carol Fredette        | US-amerikanische Sängerin                               | 80    |       |
| 24. Januar | Uwe Storjohann        | deutscher Dramaturg und Hörfunkredakteur                | 95    |       |
| 23. Januar | Jonas Gwangwa         | südafrikanischer Posaunist                              | 83    |       |
| 22. Januar | Guem                  | algerisch-französischer Perkussionist und Tänzer        | 73    |       |
| 22. Januar | Janet Lawson          | US-amerikanische Sängerin                               | 80    |       |
| 21. Januar | Keith Nichols         | britischer Pianist                                      | 75    |       |
| 20. Januar | Pavel Blatný          | tschechischer Komponist                                 | 89    |       |
| 20. Januar | Loren Glickman        | US-amerikanischer Fagottist                             | 96    |       |
| 19. Januar | Ron Anthony           | US-amerikanischer Gitarrist                             | 87    |       |
| 19. Januar | Malcolm Griffiths     | britischer Posaunist                                    | 79    |       |
| 18. Januar | Gino Moratti          | US-amerikanischer Musikveranstalter                     | 84    |       |
| 18. Januar | John Russell          | britischer Gitarrist                                    | 66    |       |
| 17. Januar | Sammy Nestico         | US-amerikanischer Arrangeur, Komponist und Autor        | 96    |       |
| 17. Januar | Junior Mance          | US-amerikanischer Pianist                               | 92    |       |
| 17. Januar | Jürgen Hunkemöller    | deutscher Musikwissenschaftler                          | 81    |       |
| 16. Januar | Jerry Brandt          | US-amerikanischer Clubbetreiber                         | 82    |       |
| 16. Januar | Ebe Gilkes            | barbadischer Jazzpianist                                | 91?   |       |
| 15. Januar | Bunny Beck            | US-amerikanischer Pianistin                             | 84    |       |
| 15. Januar | Patrick Williams      | französischer Musikhistoriker                           | 73    |       |
| 14. Januar | Louis Cioci           | US-amerikanischer Trompeter                             | 78    |       |
| 14. Januar | Sonia Slany           | britische Geigerin                                      | 56    |       |
| 13. Januar | Bill Hanna            | US-amerikanischer Posaunist                             | 88    |       |
| 12. Januar | Michael Stillman      | US-amerikanischer Lyriker und Saxophonist               | 80    |       |
| 11. Januar | Howard Johnson        | US-amerikanischer Tubist und Saxophonist                | 79    |       |
| 10. Januar | Adriano Urso          | italienischer Pianist                                   | 41    |       |
| 8. Januar  | David Darling         | US-amerikanischer Cellist                               | 79    |       |
| 8. Januar  | Michael Fonfara       | US-amerikanischer Pianist                               | 74    |       |
| 8. Januar  | Tony Pitt             | britischer Gitarrist und Banjoist                       | 80    |       |
| 7. Januar  | Louis Cioci           | US-amerikanischer Trompeter                             | 78    |       |
| 7. Januar  | Roger Pemberton       | US-amerikanischer Saxophonist                           | 90    |       |
| 6. Januar  | Bobby Few             | US-amerikanischer Pianist                               | 85    |       |
| 6. Januar  | Tony Mowod            | US-amerikanischer Rundfunkmoderator                     | 85    |       |
| 6. Januar  | Burt Wilson           | US-amerikanischer Posaunist, Bandleader und Autor       | 87    |       |
| 5. Januar  | Fred Antonowich       | US-amerikanischer Trompeter                             | 90    |       |
| 5. Januar  | Daniel Grau           | venezolanischer Elektronikmusiker und Soundingenieur    | 72    |       |
| 3. Januar  | Giulio Camarca        | italienischer Gitarrist                                 | 79    |       |
| 2. Januar  | Kamal Keila           | sudanesischer Sänger                                    | 73    |       |
| 1. Januar  | Zoran Džorlev         | nordmazedonischer Violinist                             | 53    |       |
| 1. Januar  | Jan Vering            | deutscher Gospelsänger, Redakteur und Dramaturg         | 66    |       |

## Datum unbekannt
|                                     | Name               | Beruf / bekannt durch                                    | Alter | Beleg |
| ----------------------------------- | ------------------ | -------------------------------------------------------- | ----- | ----- |
| 1. Dezember-Woche                   | Cortez Harmon      | US-amerikanischer Trompeter                              | 74    |       |
| Tod bekanntgegeben am 4. Dezember   | Bonny Manzi        | britischer Promoter                                      | 91    |       |
| November                            | Tony Williams      | britischer Musikproduzent (Spotlite Records)             | 80    |       |
| Tod bekanntgegeben am 30. November  | Dennis Owsley      | US-amerikanischer Rundfunkmoderator                      | 78    |       |
| November                            | Marilyn McLeod     | US-amerikanische Sängerin                                | 82    |       |
| Tod bekanntgegeben am 23. November  | Tammy Greene       | US-amerikanische Promoterin                              |       |       |
| Tod bekanntgegeben am 21. November  | Françoise Dupas    | französische Jazzclub-Leiterin (Petit Faucheux)          | 50    |       |
| Tod bekanntgegeben am 1. November   | Kenny Rupp         | US-amerikanischer Posaunist                              |       |       |
| Tod bekanntgegeben am 8. Oktober    | John Ashton Thomas | britischer Pianist und Hochschullehrer                   | 60    |       |
| Tod bekanntgegeben am 27. September | Norman Hogue       | US-amerikanischer Posaunist                              | ≈64   |       |
| Tod bekanntgegeben am 16. September | Norbert Hanf       | deutscher Klarinettist                                   |       |       |
| Tod bekanntgegeben am 12. September | Vivian Lord        | US-amerikanische Pianistin und Sängerin                  | 91    |       |
| Tod bekanntgegeben am 6. September  | Jan Borkowski      | polnischer Produzent                                     | 87    |       |
| Tod bekanntgegeben am 22. August    | Ken Slone          | US-amerikanischer Trompeter                              |       |       |
| Tod bekanntgegeben am 13. August    | Roy Gaines         | US-amerikanischer Gitarrist                              | 84    |       |
| Tod bekanntgegeben am 10. August    | Sunni Welles       | US-amerikanische Schauspielerin und Sängerin             | 72    |       |
| Tod bekanntgegeben am 9. August     | Gerry Rice         | nordirischer Saxophonist                                 | 81    |       |
| Tod bekanntgegeben am 4. August     | Michael F. Hopkins | US-amerikanischer Lyriker und Musikkritiker              | 68    |       |
| Tod bekanntgegeben am 23. Juli      | Nicolas Cottis     | britischer Journalist und Pianist                        | 87    |       |
| Tod bekanntgegeben am 26. Juli      | Hervé Le Lann      | französischer Trompeter                                  | 95    |       |
| Tod bekanntgegeben am 5. Juli       | Carlton Jackson    | US-amerikanischer Schlagzeuger und Rundfunkmoderator     |       |       |
| Tod bekanntgegeben am 29. Juni      | Bob Sands          | US-amerikanischer Saxophonist                            | 55    |       |
| Tod bekanntgegeben am 6. Juni       | Luis Duarte        | portugiesischer Musiker, Sänger und Arrangeur            | 71    |       |
| Mai                                 | Ted Hudson         | US-amerikanischer Musikwissenschaftler                   | 99    |       |
| Tod bekanntgegeben am 31. Mai       | Stan McDonald      | US-amerikanischer Saxophonist                            | 85    |       |
| Tod bekanntgegeben am 6. Mai        | Jeff Guyot         | französischer Waschbrettspieler                          | 73    |       |
| Tod bekanntgegeben am 3. Mai        | Theo de Vos        | belgischer Musikveranstalter                             |       |       |
| April                               | Shin Kazuhara      | japanischer Trompeter                                    | 74    |       |
| April                               | Conrad Cork        | britischer Musiker und Hochschullehrer                   | 80    |       |
| Tod bekanntgegeben am 25. April     | Bo Bryant          | US-amerikanischer Gitarrist                              | ≈84   |       |
| Tod bekanntgegeben am 5. April      | Bernard Stepien    | kanadischer Saxophonist                                  | 74    |       |
| Tod bekanntgegeben am 19. März      | Dean Reilly        | US-amerikanischer Bassist                                | 94    |       |
| Tod bekanntgegeben am 12. März      | Mary Kehl          | US-amerikanische Sängerin und Schauspielerin             | 53    |       |
| Tod bekanntgegeben am 11. März      | Yolande Bruce      | US-amerikanische Sängerin                                | 62    |       |
| Tod bekanntgegeben am 11. März      | Gail Winters       | US-amerikanische Sängerin                                | 79    | [ 1 ] |
| Tod bekanntgegeben am 1. März       | Miles Jackson      | US-amerikanischer Bassist                                | 65    |       |
| Tod bekanntgegeben am 19. Februar   | Richie Perez       | US-amerikanischer Saxophonist                            | 87    |       |
| Tod bekanntgegeben am 10. Februar   | Joe Robinson       | britischer Saxophonist                                   | ≈57   |       |
| Tod bekanntgegeben am 10. Februar   | Momir Cvetković    | serbischer Festivalveranstalter, Produzent und Gitarrist | 56    |       |
| Tod bekanntgegeben am 28. Januar    | Nicky Gebhard      | deutscher Schlagzeuger                                   | 68    |       |
| Tod bekanntgegeben am 28. Januar    | Marshall Kent      | US-amerikanischer Ingenieur und Musikproduzent           | 93    |       |
| Tod bekanntgegeben am 27. Januar    | Eva Coutaz         | französische Musikproduzentin                            | 77    |       |
| Tod bekanntgegeben am 3. Januar     | Gerry Hughes       | britischer Bassgitarrist                                 |       |       |